# Landgericht Arnsberg

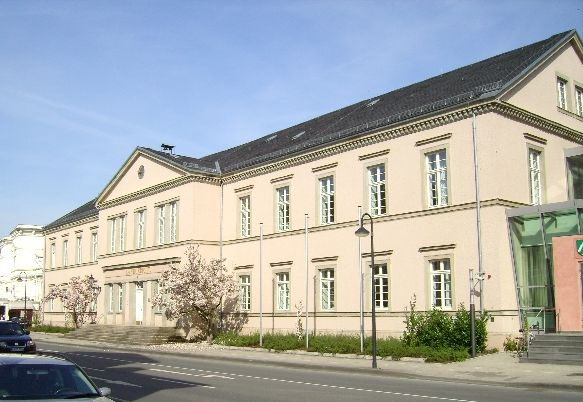
Gerichtsgebäude

Das Landgericht Arnsberg, ein Gericht der ordentlichen Gerichtsbarkeit, ist eines von zehn Landgerichten im Bezirk des Oberlandesgerichts Hamm. Bei ihm sind fünf Zivilkammern, zwei Kammern für Handelssachen, eine Kammer für Baulandsachen, sechs Strafkammern und drei Strafvollstreckungskammern gebildet.

## Gerichtssitz und -bezirk
Sitz des Gerichts ist Arnsberg in Nordrhein-Westfalen. Der Gerichtsbezirk umfasst vollständig den Hochsauerlandkreis sowie einige Städte und Gemeinden des Kreises Soest und des Märkischen Kreises mit insgesamt rund 546.500 Einwohnern.

## Gebäude
Nach der Errichtung eines preußischen Hofgerichts 1816 wurde zunächst der Landsberger Hof, ein ehemaliges Adelspalais in der Arnsberger Altstadt, Sitz der Einrichtung. Auf längere Sicht erwies sich das Gebäude aber als ungeeignet, und die Berliner Oberbaudeputation unter Leitung von Karl Friedrich Schinkel hielt 1838 einen Umbau für zu kostspielig. Nicht zuletzt auch um die Stadtentwicklung zu fördern, entschloss sich die Oberbaudeputation für einen Neubau auf fast unbebautem Gelände jenseits der Ruhr. Der Stadterweiterungsplan wurde trotz Bedenken von Arnsberger Juristen – die den weiteren Weg scheuten – vom Innenministerium 1840 genehmigt. Das Gebäude selbst wurde von Carl Ferdinand Busse, einem Schüler Schinkels, im klassizistischen Stil entworfen. Der Bau begann noch im Jahr 1840 und war 1842 abgeschlossen. Das Landgericht gilt als bauliches Zentrum des gesamten Stadtviertels, bildet den Kern der sogenannten „Friedrichsstadt“ und war die Keimzelle der zweiten Stadterweiterung im 19. Jahrhundert.

## Geschichte
Mit dem Übergang des ehemaligen Herzogtums Westfalen an Preußen wurde Arnsberg zur Zeit der hessen-darmstädtischen Herrschaft ab 1802 Sitz eines Hofgerichts, dem Hofgericht Arnsberg. Diesen Status behielt es auch in preußischer Zeit ab 1816. Im Jahr 1835 wurde es in ein Oberlandesgericht umgewandelt. 1849 wurde es Appellationsgericht, blieb also gerichtliche Mittelinstanz, siehe Appellationsgericht Arnsberg. Ein historisches Kuriosum ist, dass das Arnsberger Gericht nach dem Aufgehen der hohenzollerschen Linien Hohenzollern-Hechingen und Hohenzollern-Sigmaringen in den preußischen Staat auch für diese süddeutschen Gebiete zuständig wurde, ehe 1879 das Oberlandesgericht Frankfurt diese Aufgabe übernahm. Durch die Reichsjustizgesetzgebung von 1877 kam es zu einer Vereinheitlichung der Gerichtsorganisation im Deutschen Reich. Im Zuge dieser Entwicklung wurde 1878 Hamm zum Sitz des Oberlandesgerichts für die Provinz Westfalen erklärt und das Gericht in Arnsberg in ein Landgericht umgewandelt. Im Jahr 1933 wurde in Siegen ein eigenes Landgericht eingerichtet. Dafür sollte das Landgericht Arnsberg aufgehoben werden. Nach Protesten aus der Region wurde das Gericht in Arnsberg beibehalten und durch Zuweisung der Amtsgerichte Soest und Werl vom Landgericht Dortmund sowie dem Amtsgericht Menden vom Landgericht Hagen ein Ausgleich für den Verlust von 9 Amtsgerichten an Siegen geschaffen. Als Dank für seinen Einsatz zum Erhalt des Gerichts wurde der preußische Justizminister Hanns Kerrl zum Ehrenbürger der Stadt Arnsberg ernannt. Ein überregional viel beachteter Prozess 1957/58 betraf das Massaker im Arnsberger Wald. Dabei ging es um die Tötung von über 200 Zwangsarbeitern am Ende des Zweiten Weltkrieges. Die milden Urteile stießen auf vielfache Kritik.

## Persönlichkeiten
Beruflich oder während ihrer Ausbildung als Referendar waren unter anderem Friedrich Arndts, Carl Johann Ludwig Dham, Johann Suibert Seibertz, Heinrich Philipp Osterrath, Johann Friedrich Joseph Sommer, Jodocus Donatus Hubertus Temme, Johann Matthias Gierse, Friedrich von Kühlwetter, Anton Dinslage, Joseph Freusberg, Wilhelm Seissenschmidt oder Karl Liebknecht mit dem Gericht oder seinen Vorgängern in Arnsberg verbunden.

## Über- und nachgeordnete Gerichte
Dem Landgericht Arnsberg übergeordnet ist das Oberlandesgericht Hamm. Nachgeordnet sind die Amtsgerichte Arnsberg, Brilon, Marsberg, Medebach, Menden, Meschede, Schmallenberg, Soest, Warstein und Werl.